# Ünye

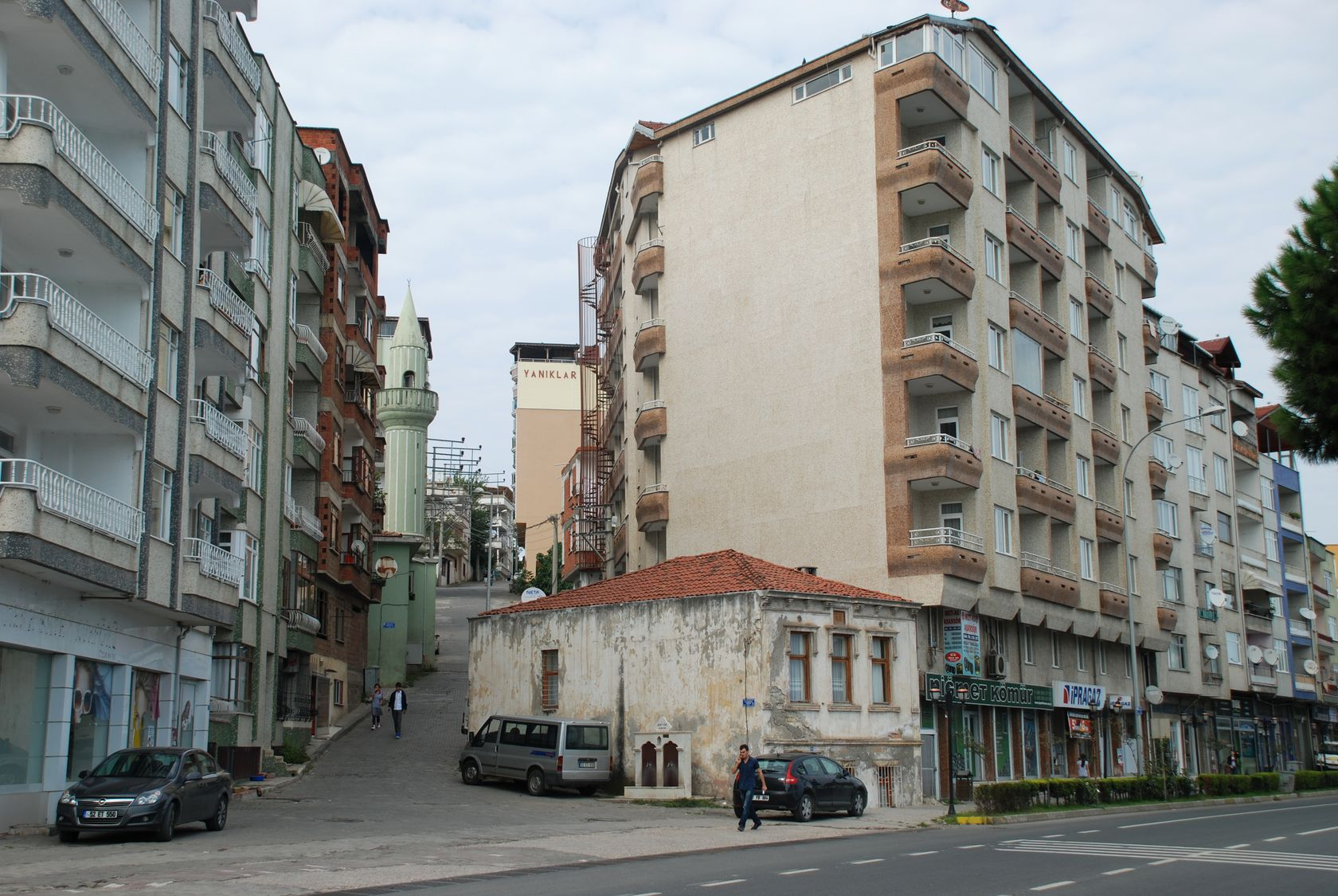
Ulica w pobliżu centrum Ünye

Ünye – miasto w Turcji w prowincji Ordu.
Według danych na rok 2000 miasto zamieszkiwało 61 552 osób.